# Emmanuel Dorado
Emmanuel Dorado (Brou-sur-Chantereine, Francia, 28 de marzo de 1973) es un futbolista francés retirado. Juega de defensa y su primer equipo fue Paris Saint Germain.

## Trayectoria
A finales de junio de 2007 estuvo a punto de firmar un contrato que le vincularía con la Sociedad Deportiva Huesca, aunque a última hora, el mismo jugador, rechazó la oferta oscense al sentir dolores en la zona cervical y dorsal provenientes de una antigua lesión, el mismo jugador afirmó en una rueda de prensa: Si no estoy al 100% no puedo ni debo comprometerme.

## Clubes
| Club                 | País    | Año       |
| -------------------- | ------- | --------- |
| Paris Saint Germain  | Francia | 1991-1994 |
| SCO Angers           | Francia | 1994-1996 |
| UD Almería           | España  | 1996-1997 |
| Málaga CF            | España  | 1997-2000 |
| Córdoba CF           | España  | 2000-2001 |
| Recreativo de Huelva | España  | 2001-2002 |
| UD Almería           | España  | 2002-2003 |
| Livingston FC        | Escocia | 2003-2006 |